# Anja Joppien
Anja Joppien (* 30. Oktober 1968) ist eine ehemalige deutsche Fußballspielerin.

## Karriere
Joppien gehörte dem KBC Duisburg von 1987 bis 1990 an. Als Abwehrspielerin bestritt sie Punktspiele in der Regionalliga West, der mit Gründung 1985 ersten verbandsübergreifenden Liga im deutschen Frauenfußball. Mit den Platzierungen drei, vier und fünf war ihre Mannschaft jeweils für die Endrunde um die Deutsche Meisterschaft qualifiziert. Gleich im ersten Spieljahr gelang der Einzug ins Finale; dieses fand am 26. Juni 1988 in Bergisch Gladbach gegen die SSG 09 Bergisch Gladbach, erst im Elfmeterschießen mit 4:5 mit dieser einen Sieger. Im Wettbewerb um den DFB-Pokal schied sie mit ihrer Mannschaft 1987 im Viertelfinale mit 1:3 n. V. beim TSV Siegen, 1988 im Viertelfinal-Wiederholungsspiel mit 5:6 im Elfmeterschießen bei der SSG 09 Bergisch Gladbach und 1990 im Achtelfinale mit 3:5 gegen den FSV Frankfurt jeweils vorzeitig aus.
Im Verlauf ihrer Karriere spielte sie später noch für den Düsseldorfer Stadtteilverein Garather SV in der Regionalliga West, bevor sie zur Saison 2001/02 zum Lohausener SV aus dem gleichnamigen Düsseldorfer Stadtteil gewechselt ist. Am Saisonende stieg ihr Verein in die Verbandsliga Niederrhein ab.

## Erfolge
- Finalist Deutsche Meisterschaft 1988